# キーウ国立建設建築大学
キーウ国立建設建築大学（宇: Київський національний університет будівництва і архітектури、英: Kyiv National University of Construction and Architecture、略КНУБА、KNUCA）は、ウクライナのキーウ市にある国立大学。
建築と建設に集中し、学園内は7つの学部、5つの研究所と10つの研究センターがある。ヨーロッパ大学協会の加盟校。戦時中、マリウポリ国立大学はキーウ国立建設建築大学の学園に位置する。

## 歴史

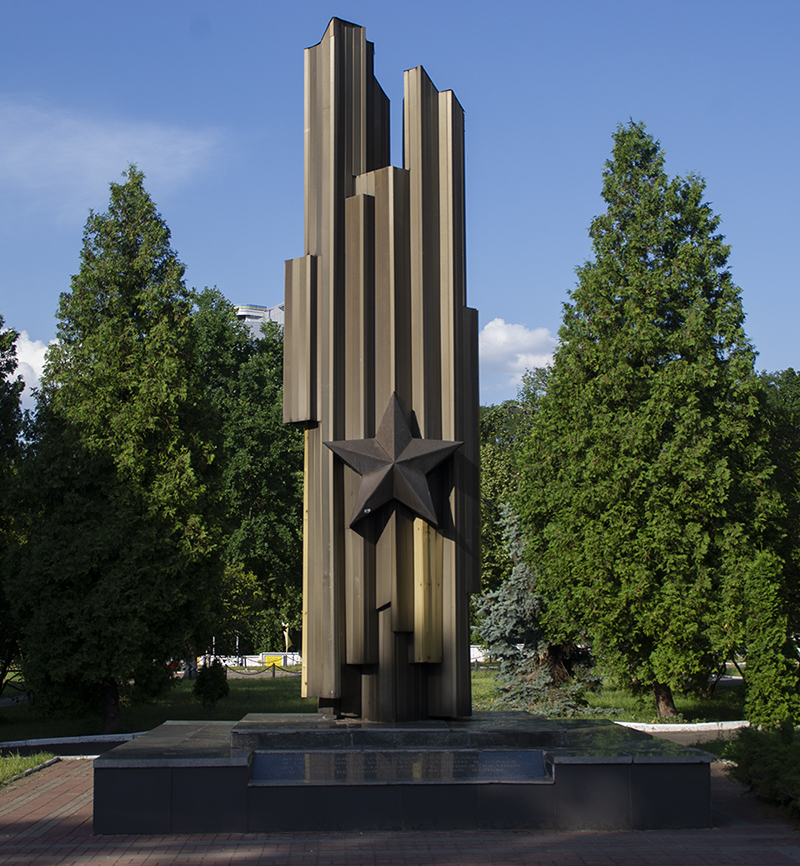
第二次世界大戦中に亡くなった学生と教職員を称える記念標識

キーウにおける教授・科学者・建築家らによる主導で行われ、キーウに独自の建設分野の専門人材を養成する高等教育機関を創設する必要があると考えていた。
1930年4月17日にキーウ工科大学の工場・公共建設学科とキーウ美術大学の建築学部を母体として、キーウ建設大学が創立された。創立当初は、古典主義様式の建物に本部を置いていた。1939年、大学はソビエト連邦の建設人民委員部の管轄下に移行し、「キーウ建設工学大学（ロシア語: Киевский инженерно-строительный институт、略КИСИ）」へと改称された。
1963年に大学はポヴィトリアニフ・シル大通りに建設された新たな校舎へと移転した。
1999年に国立大学となった。
2022年に始まったロシアのウクライナ侵攻による、占領された地域にある多くの大学は避難した。マリウポリの戦いのとき破壊され大学の一つであったマリウポリ国立大学は、キーウ国立建設建築大学の学園に移転した。
| 時期          | 名称 |
| ------------- | --- |
| 1939年-1992年 | キーウ建設工学大学（露: Киевский инженерно-строительный институт、宇: Київський інженерно-будівельний інститут）                                          |
| 1993年-1998年 | キーウ国立理学建設建築大学（宇: Київський державний технічний університет будівництва і архітектури）                                                     |
| 1999年-現在   | キーウ国立建設建築大学（宇: Київський національний університет будівництва і архітектури、英: Kyiv National University of Construction and Architecture） |

## 学部

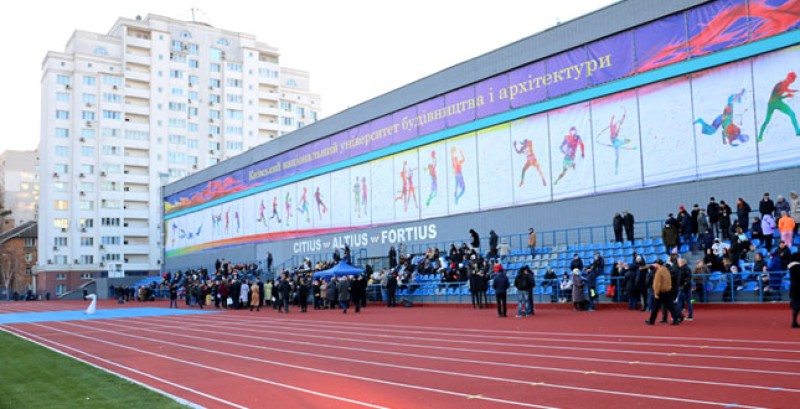
スポーツ所とスタジアム

- 建築学部
- 土木工学部
- 建設技術学部
- 自動化・情報技術学部
- 地理情報システム・地域管理学部
- 工学システム・生態学部
- 都市研究・空間計画学部[5]

## 評価
2024年度の全国ウクライナの大学ランキングにおいてキーウ建設建築大学は第27位にランクインし、キーウ市内の大学の中では第10位を記録した。

## 著名な出身者
キーウ建設建築大学は世界116か国で約8万人の専門家を育成してきて、卒業生の中には、ウクライナ英雄6名、ウクライナ国家賞受賞者70名以上、ウクライナの名誉ある人物や労働者もいる。
- ヴィクトル・ネクラーソフ - ソ連の小説家
- ミコラ・ティシェンコ（ウクライナ語版） - ウクライナの政治家
- ドミトリー・ゴードン（ウクライナ語版） - ウクライナのジャーナリスト
- フィリモノフ・セルヒー（ウクライナ語版） - ウクライナの軍人